# Héctor Cúper
Héctor Raúl Cúper (n. 16 noiembrie 1955, Chabás⁠(d), Provincia Santa Fe, Argentina Santa Fe Province) este un fost fotbalist și antrenor argentinian.

## Palmares

### Manager
Lanús
- Copa Conmebol: 1996

Mallorca
- Supercopa de España: 1998
- Cupa Cupelor UEFA Finalist: 1998–99
- Copa del Rey Finalist: 1997–98

Valencia
- Supercopa de España: 1999
- UEFA Champions League Finalist: 1999–2000, 2000–2001

Inter
- Serie A: Locul secund: 2002–2003

Aris
- Cupa Greiciei Finalist: 2009–10

## Legături externe
- Profil BDFutbol
- Profil Worldfootball